# Auster B.8 Agricola
Dimensions
L'Auster B.8 Agricola est un avion de travail agricole britannique. Conçu durant les années 1950 pour le marché néo-zélandais, c'est un des premiers avions de ce type développé en Europe et le premier monoplan à aile basse de la firme Auster Aircraft Ltd.

## Origine
Le B.8 Agricola fut mis en chantier fin 1952 pour répondre à un besoin exprimé par la Nouvelle-Zélande. C’était un avion monoplan à aile basse de structure métallique entoilée reposant sur un atterrisseur classique fixe à large voie, capable d’embarquer outre le pilote, soit deux passagers, soit 750 kg de phosphate en poudre, soit 654 litres de produits liquides. Cet appareil avait des lignes peu attractives mais il était conçu pour être de construction et d’entretien facile, utilisable facilement dans des conditions sommaires et facile à piloter.

## Une production limitée
Le prototype [G-25-3, c/n B.101] prit l’air le 8 décembre 1955 et une première série de 15 appareils fut lancée en 1956, autant d’immatriculations étant réservées [ZK-BMI/Q er ZK-BMS/X] en Nouvelle-Zélande, où Bristol Aeroplane Co. NZ Ltd fut retenu pour assurer la promotion de l’appareil. En septembre 1956 l’Agricola fut présenté au Salon de Farnborough, tandis que le premier appareil de série [ZK-BMJ, c/n B.102] partait pour la Nouvelle-Zélande en tournée de présentation. Si l’Auster B.8 était un appareil sain, remplissant honnêtement son travail, Il ne bénéficia pas d’une commercialisation dynamique. À son esthétique contestable s’ajoutait une décoration terne et surtout il arrivait tard sur le marché pour concurrencer le Fletcher FU-24 Utility, qui avait la faveur des opérateurs néo-zélandais. Pour achever le tout deux des trois appareils mis en service furent détruits sur accident en avril et mai 1957.
Cinq appareils seulement [KZ-BMJ/N] furent donc expédiés en Nouvelle-Zélande, la production étant suspendue après achèvement de 8 avions. Le prototype fut démonté en 1959 et stocké à Rearsby, un exemplaire expédié en Guyane britannique (accidenté le 27 juin 1959). Le dernier effectua 300 heures sous les couleurs d’un opérateur britannique [G-APFZ, c/n B.107], puis fut reconditionné et vendu à son tour en Nouvelle-Zélande [ZK-CCV, c/n B.118]. Le prototype B.8A [c/n B.116] resta bien entendu inachevé.

## Un avion supplémentaire
Un neuvième B.8 Agricola fut construit en 1970 dans les ateliers d’Associated Farmers Aerial Work Ltd, principal utilisateur de cet avion avec 5 avions exploités entre 1960 et 1977. Cet appareil [ZK-DEU, c/n AF-001R) fut construit en utilisant divers sous-ensembles provenant d’appareils accidentés. Mis en service en mars 1971 il fut détruit sur accident le 2 décembre de la même année, avec 374 heures seulement.

## Un avion préservé
En 1966 Associated Farmers Aerial Work Ltd fit reconstruire par Airepair un avion [ZK-BMN, c/n B.106], accidenté le 11 mars 1965 à la suite d’une panne de carburant. Utilisant des pièces provenant de plusieurs autres avions accidentés, la cellule reçut une nouvelle identité [ZK-BXO, c/n AIRP-680] et un Lycoming de 260 ch. Cet avion fut utilisé par Associated Farmers jusqu’au début des années 1970, puis stocké et revendu quelques années plus tard à John Stephenson, pharmacien et pilote privé qui utilisa l’avion pour ses déplacements personnels en conservant la décoration d’origine. Cet appareil fut finalement vendu en février 2002 à Cliff Parker, collectionneur britannique connu pour ses efforts à préserver le patrimoine Auster. Devenu [G-CBOA], cet avion est aujourd’hui une des pièces maitresses de Carr Farm, à Newark, où se trouve également le fuselage du prototype du B.8 Agricola.